# Acontia leucotrigona
Acontia leucotrigona là một loài bướm đêm trong họ Noctuidae.